# Лейк-Томагок (переписна місцевість, Вісконсин)
Лейк-Томагок (англ. Lake Tomahawk) — переписна місцевість (CDP) в США, в окрузі Онейда штату Вісконсин. Населення — 246 осіб (2020).

## Географія
Лейк-Томагок розташований за координатами 45°48′33″ пн. ш. 89°34′39″ зх. д. / 45.80917° пн. ш. 89.57750° зх. д. (45.809185, -89.577389).  За даними Бюро перепису населення США в 2010 році переписна місцевість мала площу 4,27 км², з яких 3,98 км² — суходіл та 0,29 км² — водойми.

## Демографія
Згідно з переписом 2010 року, у переписній місцевості мешкало 228 осіб у 116 домогосподарствах у складі 64 родин. Густота населення становила 53 особи/км².  Було 234 помешкання (55/км²).
Расовий склад населення:
| - 94,7 % — білих - 1,3 % — корінних американців |

До двох чи більше рас належало 3,9 %. Частка іспаномовних становила 0,4 % від усіх жителів.
За віковим діапазоном населення розподілялося таким чином: 13,6 % — особи молодші 18 років, 61,4 % — особи у віці 18—64 років, 25,0 % — особи у віці 65 років та старші. Медіана віку мешканця становила 51,0 року. На 100 осіб жіночої статі у переписній місцевості припадало 115,1 чоловіків;  на 100 жінок у віці від 18 років та старших — 107,4 чоловіків також старших 18 років.
Середній дохід на одне домашнє господарство  становив 52 775 доларів США (медіана — 38 750), а середній дохід на одну сім'ю — 68 392 долари (медіана — 58 250). За межею бідності перебувало 1,5 % осіб, у тому числі 0,0 % дітей у віці до 18 років та 0,0 % осіб у віці 65 років та старших.
Цивільне працевлаштоване населення становило 94 особи. Основні галузі зайнятості: освіта, охорона здоров'я та соціальна допомога — 20,2 %, будівництво — 20,2 %, роздрібна торгівля — 16,0 %.